# François Vallée (linguiste)
Pour les articles homonymes, voir François Vallée et Vallée (homonymie).
Adolphe-François-Marie Vallée, né le 26 septembre 1860 à Plounévez-Moëdec (Côtes-d'Armor) et mort à Rennes (Ille-et-Vilaine) le 3 juin 1949, aussi appelé Frañsez Vallée, ou dit encore Abherve, est un linguiste spécialiste de la langue bretonne.
L'un de ses neveux, portant les mêmes nom et prénom, est un résistant : François Vallée, membre du SOE. Très connu par son œuvre grammaticale et lexicographique, qui lui vaut le surnom de « Tad ar yez », il forme avec Émile Ernault et Meven Mordiern (René Le Roux) le trio « X3 » de passionnés par l'antiquité celtique et des études bretonnes à Saint-Brieuc.

## Biographie
La famille Vallée, d'origine normande, s'est installée en Bretagne vers 1710 à Châteaulin puis à Morlaix. Jean François Vallée, son grand-père paternel, fonda en 1855 la papeterie familiale au bord du Léguer à proximité de Belle-Isle-en-Terre. La papeterie Vallée employait beaucoup d'ouvriers bretonnants originaires de la région de Morlaix que le fondateur avait amenés avec lui lors de la création de la papeterie. Par ailleurs, toute la famille de François Vallée parlait le breton, il n'eut donc pas de difficulté à apprendre le breton oral de ses camarades de jeux et des ouvriers, tandis que les livres en breton circulaient dans la maison, si bien qu'il se passionna pour l'étude de la langue. Il est attiré notamment par le Barzaz Breiz.
Étant de santé fragile, il ne fut pas scolarisé, mais eut, comme ses frères, des précepteurs, dont l'abbé Yves Durand en 1874-1876, futur membre de l'Entente des écrivains bretons que fondera son élève en 1907. Il est élève intermittent au Collège Saint-Charles de Saint-Brieuc à Saint-Brieuc, puis poursuit, tant bien que mal, ses études secondaires à Rennes et obtient son baccalauréat. Il suit des cours de langue celtique. Après avoir tenté de donner des cours au Collège Saint-Vincent de Rennes, il doit abandonner son dessein de faire de l'enseignement, à cause de sa santé, aggravée par une congestion cérébrale. Il revient donc à la maison familiale de Locmaria, en Plounévez-Moëdec.
À l'abri du besoin, il se consacre à l'étude du breton pour lequel les livres étaient encore très rares. En matière de chants populaires, il édite quelques chants dans des revues comme les Annales de Bretagne ou le Bulletin de l'Association Bretonne, mais surtout il enregistre en 1900 Marc'harit Fulup, l'encyclopédie vivante, auprès de laquelle Luzel et Le Braz ont beaucoup appris. Ce premier témoignage sonore est parvenu jusqu'à nous sous forme de rouleaux de cire, malheureusement en mauvais état pour une bonne partie d'entre eux. Ayant la chance de pouvoir utiliser un des tout premiers bicycles à grande roue, il parcourt les campagnes alentour avec un des premiers phonographes à rouleaux de cire, retrouvant les chansons que François-Marie Luzel avait transcrites et recueillant ainsi leurs airs qui seront édités en 1913 par Maurice Duhamel et Maurice Bourgault-Ducoudray (1869-1938), fils du compositeur Louis-Albert Bourgault-Ducoudray. F. Vallée participe à cet ouvrage en communiquant des manuscrits issus d'autres amateurs de musique populaire. Il en vérifia avec Yves Le Moal les textes bretons et il note pour les mettre sur fiches tous les mots inhabituels employés par les gens.
En 1890, le père de François Vallée prend sa retraite et vient s'installer à Saint-Brieuc avec son épouse et ses enfants. François Vallée adhère en 1895 à l'Association bretonne et fait paraître une étude dans son bulletin : La langue bretonne et les écoles. Exclusion systématique de l'enseignement primaire.
À la mort de sa mère en 1922, François Vallée se voit attribuer une rente modeste, mais suffisante pour le faire vivre. Il vivra encore 27 ans et ne se mariera jamais.

## Les travaux linguistiques
En 1898, François Vallée obtient l'autorisation de donner des cours de breton aux élèves du collège de Saint-Brieuc en dehors des heures normales. Il a comme élève François Jaffrenou, dont il est le correspondant hébergeur en fin de semaine. Il participe en août 1898, à la suite de fêtes bretonnes à Morlaix, à la création de l'Union régionaliste bretonne, placée sous la présidence d’Anatole Le Braz. Il est nommé président de la section Langue et littérature bretonnes, avec François Taldir-Jaffrenou comme secrétaire. Il est le directeur de l'hebdomadaire Kroaz ar Vretoned, qu'il fonde en 1898 avec un tirage de 8 000 exemplaires. Cet hebdomadaire d'inspiration chrétienne est publié jusqu'à la fin de la Première Guerre mondiale.
En 1908, avec un autre linguiste, Émile Ernault, il crée l'Entente des écrivains bretons qui défend une orthographe commune à partir de l'écriture du Léon, telle qu'améliorée par Jean-François Le Gonidec. La majorité des écrivains s'accordent sur une norme (qui sera plus tard appelée KLT en référence aux trois évêchés qu'elle concerne : Cornouaille, Léon, Trégor). L'accord n'ayant pu être conclu avec les écrivains vannetais, la grande majorité de ces derniers continuent à transcrire leurs textes avec la graphie vannetaise traditionnelle.
F. Vallée est le principal instigateur avec Meven Mordiern du mouvement de création massive de néologismes à partir de racines bretonnes, pensant que les monolingues de langue bretonne de leur époque auraient ainsi un accès plus direct à la connaissance.
Son œuvre la plus importante est le Grand dictionnaire français-breton, aidé de Joseph Ollivier, René Le Roux (Meven Mordiern) et Émile Ernault, en 1931. L'entreprise de François Vallée, qui est assisté d'un réseau d'informateurs à travers toute la Bretagne, permet de recueillir dans les dialectes un nombre très important de mots et d'expressions inédits. Le but de l'ouvrage étant également de donner les moyens d'aborder tous les domaines en breton, Vallée incorpore de nombreux néologismes : certains ont, de nos jours, trouvé leur place dans la langue, d'autres ont été abandonnés. Ce dictionnaire est le premier exemple d'un travail d'équipe en lexicographie bretonne, et est resté la seule référence  pratique pour la traduction français-breton avant la parution du Dictionnaire français-breton de Martial Ménard en 2012 (50 000 entrées).
Il est encore membre du Gorsedd de Bretagne, et secrétaire de l'Académie bretonne. À sa mort, le chanoine Batany (grand spécialiste de Luzel), déplore la perte de "notre grammairien par excellence".

## Publications
- La langue bretonne et les écoles ; St-Brieuc, Prud'homme, 1895.
- Rapport du Comité de préservation du breton (7 rapports entre 1896 et 1907) ; St-Brieuc, Prud'homme, 1896-.
- Gwerziou gant Abherve ha Taldir ; St-Brieuc, Guyon, 1899.
- Leçons élémentaires de grammaire bretonne ; St-Brieuc, Prud'homme, 1902.
- La Langue bretonne en 40 leçons, 9 éditions entre 1909 et 1944.
- avec Meven Mordiern : Notennou diwar-ben ar Gelted koz ; 12 fascicules parus de 1911 à 1922.
- réédition en volume : Notennou Diwar-Benn ar Gelted Koz - O Istor hag o Sevenadur (Dastumet hag urziet gant Meven Mordiern, ha lakaet e brezoneg gant Abherve) ; Brest, Skridoù Breizh, 1944-46 (publié sous couv. de relais : Paris, Éd. de Bretagne, 1946).
- Sketla Segobrani ; Saint-Brieuc, éd. Prud'homme, 1923, 3 volumes, (avec Meven Mordiern et Emile Ernault, publiés sous le pseudonyme collectif X3), illustrations de James Bouillé.
- Grand dictionnaire français-breton ; Rennes, 1931-33.
- Mots français et bretons classés d'après le sens - Geriou gallek ha brezonek, reizet dioc'h ar ster - 2 volumes (T. II, avec Notes sur l'histoire de la philosophie) ; Carhaix, éd. Armorica, 1936 & 1937.
- Eñvorennoù ur brezhonegour, Sterenn (n° 5), Mae 1941.
- Supplément au Grand dictionnaire français-breton ; Rennes, imprim. Oberthur, 1948.
- Grand dictionnaire français-breton ; Kevredigezh Vreizhat a Sevenadurezh, 1980 (bien complet du Supplément paru en 1948).
- Dictionnaire du breton du Trégor-Goëlo et Haute-Cornouaille, sous la direction de Herve Seubil gKernaudour, Kuzul ar Brezhoneg / An Alarc’h, 2014.